# Anhídrido maleico
El anhídrido maleico (cis-butenodioico anhídrido, anhídrido toxilic, 2,5-dioxofuran) es un compuesto orgánico de fórmula C2H2(CO)2O. Es el anhídrido de ácido de ácido maleico y en su estado puro es un sólido incoloro o blanco con un olor acre.
El anhídrido maleico se producía tradicionalmente por la oxidación del benceno u otros compuestos aromáticos. A partir de 2006, solo unas pocas plantas más pequeñas siguen utilizando el benceno, debido al aumento del precio del benceno, la mayoría de plantas de anhídrido maleico ahora utilizan n-butano como materia prima:
2 CH3CH2CH2CH3  + 7 O2  →  2 C2H2(CO)2O  +  8 H2O

## Anhídridos del ácido butenodioico
El ácido butenodioico tiene dos isómeros geométricos , cis (ácido maleico) y trans (ácido fumárico). Debido a la forma de solo el primero puede crear un anhídrido cíclico, el anhídrido maleico. El ácido fumárico no tiene anhídrido.

Ácido butenodioico
ácido maleico
ácido fumárico

## Síntesis
El anhídrido maleico se produjo comercialmente por primera vez alrededor de 1930 por la oxidación parcial catalítica del benceno. Como catalizador se utiliza, un óxido de vanadio con fósforo (VPO). Esta ruta de síntesis apenas es utilizada por el coste creciente del benceno y las severas condiciones ambientales asociados al uso del mismo ya que es fuertemente cancerígeno. En su lugar, la mayor parte de ácido maleico se produce por oxidación parcial catalítica del n-butano :
{\displaystyle \mathrm {2\ C_{4}H_{10}\ +\ 7\ O_{2}\longrightarrow \ 2\ C_{4}H_{2}O_{3}\ +\ 8\ H_{2}O} }
Esta es una reacción química compleja, que se separan átomos de hidrógeno, y se introducen de átomos de oxígeno, e implica la formación de un anillo. Para este propósito, se utiliza un catalizador VPO. Además, en la producción de anhídrido maleico (4 átomos de carbono) con arreglo al procedimiento antiguo basado en el benceno (6 átomos de C) un tercio de la molécula original se pierde como dióxido de carbono. Los procesos catalíticos modernos al partir de una molécula de 4-C y solo se adsorbe oxígeno y se elimina agua.
Monsanto inició esta síntesis en 1974. A mediados de los años 80 , todo el anhídrido maleico en los Estados Unidos se realizaba a partir del butano. En el resto del mundo, la conversión fue más lenta. En el año 1993 aproximadamente el 38% de la producción mundial se basaba en benceno.
La producción mundial de ácido maleico en 1992 se estimó en 836.000 toneladas por año. BASF opera en Feluy (Bélgica) una planta para la producción de anhídrido maleico utilizando butano, con una capacidad de 115.000 toneladas por año.

## Reacciones
La química del anhídrido maleico es muy rica, lo que refleja su fácil disponibilidad y reactividad bifuncional. Se hidroliza, produciendo ácido maleico, cis-HOOC–CH=CH–COOH. Con alcoholes, el medio-éster se genera, por ejemplo, cis -HOOC–CH=CH–COOCH3.
El anhídrido maleico es un potente dienófilo en las reacciones de Diels-Alder. También es un ligando para complejos de metales de bajo estado de oxidación, siendo ejemplos de Pt(PPh3)2(MA) and Fe(CO)4(MA).
El anhídrido maleico dimeriza en una reacción fotoquímica para formar dianhídrido ciclobutano tetracarboxílico (CBTA). Este compuesto se utiliza en la producción de poliimidas y como una película de alineación para pantallas de cristal líquido.

## Aplicaciones
El anhídrido maleico es una materia prima adecuada para la producción de muchas otras sustancias. Esto es debido a la reactividad del doble enlace en combinación con los dos grupos carbonilo.
Aunque el anhídrido maleico puede hacer auto-polimerización, gracias a la presencia del doble enlace, por lo general se utiliza en los copolímeros. La principal aplicación industrial de anhídrido maleico es la polimerización con glicoles y epóxidos insaturados lineales a poliésteres. Generalmente se utiliza un tercer monómero, como estireno o cloruro de vinilo, de modo que se obtiene una fuerte, rígida e insoluble macromolécula tridimensional. Es un polímero técnico, que ese utiliza reforzado con fibra para, entre otras cosas, ciertas partes del equipamiento interior de vehículos, tales como el panel de instrumentos o consola entre los asientos delanteros. La fibra de vidrio reforzada con poliésteres no saturados se utilizan en la construcción naval, construcción, componentes para el cuarto de baño, tanques de plástico y tubos, etc.
El anhídrido maleico también se utiliza para el tratamiento de papel y en cera de piso. Los copolímeros con ácido acrílico se utilizan en detergentes.
De los derivados de anhídrido maleico se utilizan también como un aditivo de lubricante.
La hidrazida maleica se utiliza comercialmente en la agricultura y horticultura como regulador del crecimiento vegetal. Tiene la propiedad que evita el crecimiento de las plantas sin tener que matarlas. El anhídrido maleico también se utiliza para la síntesis de varios plaguicidas (insecticidas y fungicidas, herbicidas, reguladores del crecimiento de las plantas), tales como malatión (ya no está en uso), daminozida (nombre comercial Alar, ya no está en uso), captán y endothal .
La cicloadición con 1,3-butadieno produce tetrahidroftálico. El anhídrido maleico se hidroliza en agua a temperatura ambiente a ácido maleico. A temperaturas más altas, lo que resulta en la hidrólisis es el ácido fumárico (un estereoisómero de ácido maleico). El ácido fumárico se utiliza en la industria del papel, y también para acidificar alimentos como el ácido málico.

## Seguridad y Toxicología
El anhídrido maleico es muy irritante para los ojos, la piel y el tracto respiratorio. A corto plazo de la inhalación del polvo puede causar reacciones asmaticas. La exposición repetida o prolongada puede causar asma.
La sustancia se puede absorber por la piel. Contacto frecuente con la piel puede producir dermatitis.
El anhídrido maleico es un material combustible. Con aminas y piridinas pueden reaccionar violentamente y estas reacciones pueden ser explosivas.